# قائمة قرارات مجلس الأمن التابع للأمم المتحدة لعام 1986
تتضمن قائمة قرارات مجلس الأمن التابع للأمم المتحدة لعام 1986 جميع القرارات الصادرة عن مجلس الأمن التابع للأمم المتحدة خلال العام 1986.

## القائمة
| رقم القرار | الرمز           | نص القرار                         | موضوع القرار                                    |
| ---------- | --------------- | --------------------------------- | ----------------------------------------------- |
| 581        | S/RES/581(1986) | نص الوثيقة على موقع الأمم المتحدة | الحالة في جنوب أفريقي                           |
| 582        | S/RES/582(1986) | نص الوثيقة على موقع الأمم المتحدة | الحالة بين إيران والعراق                        |
| 583        | S/RES/583(1986) | نص الوثيقة على موقع الأمم المتحدة | الحالة في لبنان                                 |
| 584        | S/RES/584(1986) | نص الوثيقة على موقع الأمم المتحدة | قوة الأمم المتحدة لمراقبة فض الاشتباك           |
| 585        | S/RES/585(1986) | نص الوثيقة على موقع الأمم المتحدة | الحالة في قبرص                                  |
| 586        | S/RES/586(1986) | نص الوثيقة على موقع الأمم المتحدة | الحالة في الشرق الأوسط                          |
| 587        | S/RES/587(1986) | نص الوثيقة على موقع الأمم المتحدة | قوة الأمم المتحدة المؤقتة في لبنان              |
| 588        | S/RES/588(1986) | نص الوثيقة على موقع الأمم المتحدة | الحالة بين إيران والعراق                        |
| 589        | S/RES/589(1986) | نص الوثيقة على موقع الأمم المتحدة | مسألة التوصية بتعيين الأمين العام للأمم المتحدة |
| 590        | S/RES/590(1986) | نص الوثيقة على موقع الأمم المتحدة | قوة الأمم المتحدة لمراقبة فض الاشتباك           |
| 591        | S/RES/591(1986) | نص الوثيقة على موقع الأمم المتحدة | الحالة في جنوب أفريقي                           |
| 592        | S/RES/592(1986) | نص الوثيقة على موقع الأمم المتحدة | الحالة في الأراضي العربية المحتلة               |
| 593        | S/RES/593(1986) | نص الوثيقة على موقع الأمم المتحدة | الحالة في قبرص                                  |

## المرجع
1. ↑  "قرارات مجلس الأمن". الأمم المتحدة. مؤرشف من الأصل في 2018-10-23. اطلع عليه بتاريخ 22 شباط / فبراير 2017. {{استشهاد ويب}}: تحقق من التاريخ في: |تاريخ الوصول= (مساعدة)